# København H (métro de Copenhague)
København H est une station des lignes 3 et 4 du métro de Copenhague située sur la commune de Copenhague. Cette station est en correspondance avec la gare centrale de Copenhague.

## Situation ferroviaire
København H est desservie par les lignes 3 et 4 du métro de Copenhague. Cette station souterraine se trouve entre Enghave Plads et Rådhuspladsen.

## Histoire
La station København H a ouvert au public le 29 septembre 2019 à l'occasion de la mise en service de la ligne 3 du métro de Copenhague.
Elle est également desservie par la ligne 4 du métro du Copenhague depuis sa mise en service le  28 mars 2020.

## Services aux voyageurs

### Intermodalité
La station København H est en correspondance avec la gare centrale de Copenhague, desservie par des lignes régionales, nationales et internationales, ainsi que par les lignes A, B, Bx, C, E et H du réseau S-tog. La correspondance se fait par l'extérieur en surface ou par le biais d'un couloir de correspondance desservant les quais de la gare centrale.

## À proximité
- Tivoli
- Ny Carlsberg Glyptotek
- Kødbyen
- Quartier de Vesterbro

## Projet
À l'horizon 2036, la station København H sera desservie par la future ligne 5 du métro de Copenhague.